# Пехлецкий стан (Рязанский уезд)
Пехлецкий стан - административно-территориальное образование в составе Рязанского уезда в XVI - XVIII вв. В свою очередь, стан был разделен на разъезды: Низрановский, Верхорановский, Туровский, Мошинский, Вёрденский разъезды.

## Населенные пункты
На территории стана существовали следующие населенные пункты: 

### села
- Борисово Городище
- Кумино
- Незнаново
- Пехлец
- Чиркино
- Истобенское, Поднаволока тож

### сельца
- Бастынь

### деревни
- Агламазово
- Алабинская
- Бастынь Меньшая
- Бобровники
- Долматово
- Коптевская (Каширская)
- Кропотино
- Мордвиново
- Наумовская
- Озерецкая
- Ретюнская
- Табаево
- Турово
- Яблоново